# Коричневая бойга
Коричневая бойга (лат. Boiga irregularis) — вид змей из рода бойга в семействе ужеобразных.
Распространена на Соломоновых островах в Восточной Индонезии, Новой Гвинее, в Восточной и Северной Австралии. Обитают преимущественно на деревьях и кустарниках, где ведут ночной образ жизни. Питается ящерицами, птицами (включая их яйца) и мелкими млекопитающими.
Эти змеи относятся к группе заднебороздчатых — ядопроводящие зубы неподвижно причленяются к задней части верхней челюсти. Для человека укус неопасен.
Яйцекладущие, в кладке 4—10 яиц.

## Интродукция на Гуам
В конце Второй мировой войны этот вид был ненамеренно вместе с военным имуществом завезён на Гуам. Хотя змея не очень ядовита и почти неопасна для человека, тем не менее для местной фауны она стала настоящим бедствием. Змеи уничтожили 9 из 11 обитавших на Гуаме видов животных. Также они часто замыкают провода высокого напряжения, вызывая защитные отключения. Раньше на Гуаме змей не было вообще, сейчас их плотность составляет 2000 на квадратный километр — одна из самых высоких в мире.
В 2013 году в Национальном центре исследований дикой природы, который работает под эгидой министерства сельского хозяйства США, было принято решение о существенном сокращении гуамской популяции коричневой бойги. Для этой цели в декабре 2013 году на места наибольшего скопления змей (в основном джунгли) были сброшены с вертолётов мёртвые мышата, начинённые парацетамолом — смертельным для коричневой бойги ядом.